# Pieni Ristisaari (ö i Norra Karelen)
Pieni Ristisaari är en ö i Finland. Den ligger i sjön Pielisjärvi och i sjön Pielisjärvi och i kommunen Lieksa i den ekonomiska regionen  Pielinen-Karelen  och landskapet Norra Karelen, i den östra delen av landet, 400 km nordost om huvudstaden Helsingfors. Öns area är 2,43 kvadratkilometer och dess största längd är 2,8 kilometer i öst-västlig riktning.